# 흐르는 섬
《흐르는 섬》은 1985년 12월 1일에 MBC TV에서 방영되었던 베스트셀러극장이다.

## 줄거리
한 여성(방희)이 홀로 무인도에서 살고 있다. 어렸을 때 밀수꾼이었던 아버지와 함께 온 이 여성은 몇 년 뒤 아버지가 혼자서 육지로 간 뒤 돌아오지 않게 되면서 이 섬에 남겨졌다. 이후 이 여성은 자라면서 문명을 등진 원시인 같은 행태를 보인다.
마침 한 사진작가(박영태)가 이 무인도에 호기심을 갖고 육지의 나룻배를 훔쳐 타고 섬에 도착하자 사람이 그리운 이 여성은 사진작가가 육지로 돌아가지 못하도록 그가 타고 온 배를 불태워 버린다. 그 후 사진작가를 붙잡으려는 여성과 섬을 탈출하려는 사진작가 사이에 한동안 기묘한 숨바꼭질이 계속되는데...

## 출연
- 방희
- 박영태
- 박일
- 박상조
- 김지영
- 김호영
- 국정환
- 박경순
- 유경아